# Симфония № 13 (Моцарт)
Симфония № 13 фа мажор, KV 112 — симфония Вольфганга Амадея Моцарта, которая была написана осенью 1771 года в Милане во время второго итальянского путешествия композитора. Музыковед Николас Кеньон сообщает, что после Тринадцатой симфонии работы Моцарта обретают новый стиль.
Оригинальный автограф этого сочинения имеет подзаголовок «Sinfonia del Sigre Cacaliere Wolfgango Amadeo Mozart á Milano 2 di Novemb. 1771». Первое слово ― sinfonia ― написано почерком Вольфганга, а остальные ― почерком Леопольда.
Вероятнее всего, первое исполнение симфонии состоялось на концерте, данном Леопольдом и Вольфгангом Моцартом в резиденции Альберта Михаэля фон Майра 22 или 23 ноября 1771 года. На этом концерте также состоялась премьера Двенадцатой симфонии Моцарта.
Типичное время исполнения произведения составляет 15 минут.

## Структура
Симфония состоит из четырёх частей:
1. Allegro, 3/4
2. Andante, 2/4 ― написана только для струнных[4]
3. Menuetto and Trio, 3/4 ― тема менуэта была сочинена Леопольдом Моцартом[3]
4. Molto allegro, 3/8

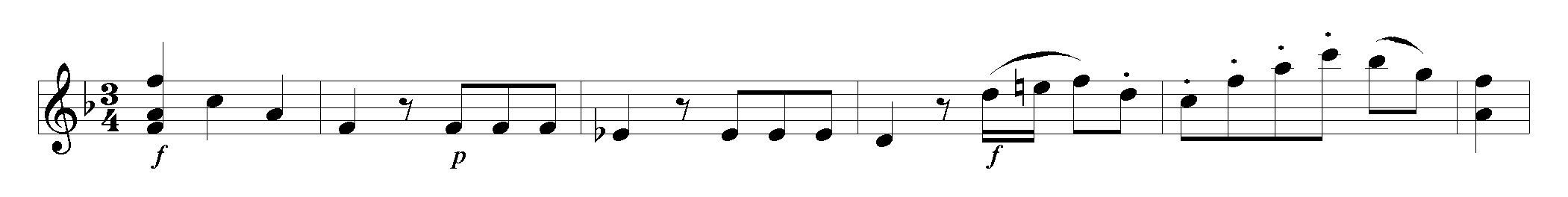
Симфония № 13 (Моцарт), начало

Произведение написано для 2 гобоев, 2 валторн, фагота, струнных и basso continuo.